# Kavala
Kavala (græsk: Καβάλα, Kavála [kaˈvala]) er en by i det nordlige Grækenland, hovedhavnen i det østlige Makedonien og hovedstaden i den regionale enhed Kavala.
Den er beliggende ved Kavala-bugten, over for øen Thasos og på Egnatia-motorvejen, en og en halv times kørsel til Thessaloniki (160 kilometer mod vest) og en fyrre minutters kørsel til Drama (37 km mod nord) og Xanthi (56 km mod øst). Det er også omkring 150 kilometer vest for Alexandroupoli.
Kavala er et vigtigt økonomisk center i det nordlige Grækenland, et center for handel, turisme, fiskeri og olierelaterede aktiviteter og tidligere en blomstrende handel med tobak.

## Navne
Historisk set er byen også kendt under to forskellige navne. I antikken var byens navn Neapolis ('ny by', ligesom mange græske kolonier). I middelalderen blev omdøbt til Christo(u)polis ('Kristi by').

## Historie

### Antikken
Byen blev grundlagt i slutningen af det 7. århundrede f.Kr. af nybyggere fra Thassos. Det var en af flere thassiske kolonier langs kysten, der alle blev grundlagt for at drage fordel af rige guld- og sølvminer, især dem der ligger i det nærliggende Pangaion-bjerg (som til sidst blev udnyttet af Phillip 2. af Makedonien).
I 411 f.Kr., under den peloponnesiske krig, blev Neapolis belejret af spartanernes og thassianernes allierede hære, men forblev tro mod Athen. To athenske dekreter belønnede i 410 og 407 f.Kr. Neapolis for sin loyalitet.
Neapolis var en by i Makedonien, der ligger 14 km fra havnen i Philippi. Den var medlem af Anden athenske liga. en søjle fundet i Athen nævner Neapolis bidrag til alliancen. Byen blev senere erobret af kongeriget Makedonien.

### Romertiden
Den militære romerske vej Via Egnatia passerede gennem byen og styrkede handlen. Den blev en romersk civitas i 168 f.Kr., og var en base for Brutus og Cassius i 42 f.Kr., før deres nederlag i slaget ved Philippi .
I det 6. århundrede befæstede den byzantinske kejser Justinian 1, en efterkommer af en romaniseret ædel trakisk familie, byen i et forsøg på at beskytte den mod barbariske angreb. I senere byzantinske tider blev byen kaldt "Christo(u)polis" (Χριστούπολις, "Kristi by") og tilhørte oprindeligt themaet Makedonien og senere themaet Strymon. I det 8. og 9. århundrede tvang bulgarske angreb byzantinerne til at reorganisere forsvaret af området og gav Christoupolis stor støtte med befæstninger og en garnison. Byen forblev under byzantinsk kontrol og i 837 stoppede byzantinske væbnede styrker fra Christoupolis under kommando af Cæsar Alexius Moselie bulgarske angreb på Philippoi-sletten.
I midten af 1100-tallet besøgte den arabiske geograf Edrisi Christoupolis og beskrev den som en velbefæstet by og et centrum for handel. Ifølge en anden indskrift, som findes i dag i det arkæologiske museum i Kavala, brændte normannerne sandsynligvis byen i 1185, efter at de indtog Thessaloniki. Nogle år senere faldt byen i hænderne på langobarderne efter det fjerde korstog og blev igen befriet af lederen af staten Epirus, Theodorus Komnenos, i 1225.
I 1302 forsøgte catalanerne at erobre byen. For at forhindre dem i at komme tilbage, byggede den byzantinske kejser Andronikos 3. Palaiologos en ny lang forsvarsmur. I 1357 kontrollerede to byzantinske officerer og brødre, Alexios og John, byen og dens område. Udgravninger har afsløret ruinerne af en tidlig byzantinsk basilika under en osmannisk moske i den gamle bydel. Det blev brugt indtil slutningen af den byzantinske æra.

### Den Osmanske tid
De osmanniske tyrkere erobrede byen første gang i 1387. Kavala forblev en del af det osmanniske rige indtil 1912. I det 16. århundrede, fik Ibrahim Pasha, storvesiren under Suleiman den Store, der i øvrigt har bidraget til byens velstand og vækst, til at rekonstruere den sene romerske (1st - 6. århundrede e.Kr.) akvædukt . Ottomanerne udvidede også den byzantinske fæstning på Panagiasbakken. Begge vartegn er blandt byens mest genkendelige symboler i dag.
Mehmet Ali, grundlæggeren af et dynasti, der styrede Egypten, blev født i Kavala i 1769. Hans hus er bevaret som et museum.

### 20. århundrede
Kavala blev befriet af den græske flåde under Anden Balkan -krig og blev inkorporeret i Grækenland med traktaten Bukarest. I august 1916 overgav resterne af det IV Army Corps, der var stationeret i Kavala under Ioannis Hatzopoulos, sig til den fremrykkende bulgarske hær. Disse begivenheder fremkaldte et militært oprør i Thessaloniki, som førte til oprettelsen af den provisoriske nationale forsvarsregering og til sidst Grækenlands indtræden i Første Verdenskrig.
Den bulgarske besættelse af byen varede fra august 1916 til september 1918, og resulterede i at ca. 12.000 grækere døde, da den bulgarske hær organiserede en etnisk udrensning mod den græske befolkning i byen og det østlige Makedonien. Hundredvis af ofre og øjenvidner vidnede om de bulgarske grusomheder i efterkrigstidens interallierede forhørskomité, der endelig gav sin rapport den 21. april 1919 efter en in situ- undersøgelse af omstændighederne.
Efter den græsk-tyrkiske krig 1919–1922 gik byen ind i en ny velstandstid på grund af det arbejde, der tilbydes af de tusinder af flygtninge, der flyttede til området fra Lilleasien. Udviklingen var både industriel og landbrugsmæssig. Kavala blev stærkt involveret og udviklede sig yderligere i forarbejdning og handel med tobak. Mange bygninger relateret til opbevaring og forarbejdning af tobak fra den æra bevares i byen. I mellemkrigstiden og under den anden græske republik var Kavala den fjerde største by i Grækenland (efter Athen, Thessaloniki og Patras). I 1934 blev Dimitrios Partsalidis valgt til borgmester i Kavala, den første kommunistiske borgmester i moderne græsk historie. Byen opnåede midlertidigt af pressen, kaldenavnet "Lille Moskva".
Under anden verdenskrig og efter slaget ved Grækenland besatte Bulgarien byen igen efter den tyske invasion (april 1941). Under den bulgarske besættelse (1941–1944) blev næsten hele det jødiske samfund i byen udryddet som en del af Holocaust .
I årene efter Anden Verdenskrig stod byen over for økonomisk tilbagegang og emigration.
I slutningen af 1950'erne ekspanderede Kavala mod havet ved at indvinde land fra området vest for havnen.
I 1967 forlod kong Konstantin II Athen til Kavala i et mislykket forsøg på at iværksætte et modkup mod militærjuntaen.

## Galleri
- Gravmonument, begravelsesfest, 4. århundrede f.Kr. ( Kavala Arkæologiske Museum )
- Udsigt over Kavala fra den gamle Via Egnatia
- Statue af Muhammad Ali Pasha, doneret af Egypten (skulptur. Konstantinos Dimitriadis )
- Alexander den Store monument
- Panoramaudsigt
- Udsigt over Akvædukten i Kavala
- Kavala gamle bydel
- Kavalas gamle bydel, udsigt fra slottet
- Kommunalt Tobakslager (1910, arch. Eli Modiano ) på Kapnergati Square
- Kavala kommunale museum
- Handelskammer
- Megali Leschi (1909)
- Mindesmærke om Kavala
- Katsoni Street i den gamle bydel
- Holocaust mindesmærke
- Imaret hotel
- Stranden i Kalamitsa
- Kalamitsa-stranden i Kavala